# 聖彼德羅德卡喬拉區
13°30′47″S 72°48′36″W / 13.51306°S 72.81000°W
聖彼德羅德卡喬拉區（西班牙語：Distrito de San Pedro de Cachora），是秘魯的一個區，位於該國南部阿普里馬克大區的阿班凱省，始建於1943年12月7日，面積108.8平方公里，海拔高度2,903米，2005年人口3,763，人口密度每平方公里35人。